# Sarah Vermeir
Sarah Vermeir (5 september 1984) is een Belgische atlete, die zich heeft toegelegd op het speerwerpen. Zij veroverde tot op heden twee Belgische titels.

## Biografie
Vermeir werd in 2017 voor het eerst Belgisch kampioene speerwerpen.
Vermeir was aangesloten bij Vilvoorde AC en stapte over naar Olympic Essenbeek Halle'.

## Belgische kampioenschappen
| Onderdeel   | Jaar       |
| ----------- | ---------- |
| speerwerpen | 2017, 2019 |

## Persoonlijk record
| Onderdeel   | Prestatie | Datum          | Plaats     |
| ----------- | --------- | -------------- | ---------- |
| speerwerpen | 51,87 m   | 2 oktober 2010 | Düsseldorf |

## Palmares
speerwerpen
- 2003:  BK AC – 42,78 m
- 2004:  BK AC – 45,23 m
- 2007:  BK AC – 46,30 m
- 2008:  BK AC – 43,58 m
- 2009:  BK AC – 44,17 m
- 2010:  BK AC – 40,91 m
- 2012:  BK AC – 44,74 m
- 2013:  BK AC – 42,97 m
- 2015:  BK AC – 45,51 m
- 2017:  BK AC – 42,72 m
- 2019:  BK AC – 48,64 m
- 2021:  BK AC – 43,54 m